# Schleißheimer Straße (München)
Die Schleißheimer Straße ist mit 8,14 km Länge nach der Dachauer Straße (11,2 km) die zweitlängste Straße in München. Sie beginnt im Stadtzentrum am Stiglmaierplatz, führt durch fünf Stadtteile und endet am Goldschmiedplatz. Sie trägt ihren Namen vom nördlichen Vorort Oberschleißheim, in dem sie an der Schlossanlage Schleißheim ursprünglich endete.

## Verlauf
Die Schleißheimer Straße beginnt als einspurige Einbahnstraße im Stadtteil Maxvorstadt im Zentrum als Abzweig der Dachauer Straße wenig nördlich des Stiglmaierplatzes, führt am Maßmannpark vorbei und verläuft annähernd geradlinig von Süden nach Norden durch Schwabing, Am Riesenfeld, Milbertshofen, Lerchenau und Harthof bis in den Stadtteil Hasenbergl. Von der Stadtmitte bis zur Höhe Moosacher Straße/Frankfurter Ring ist die Straße größtenteils einspurig, eine Ausnahme ist lediglich ein Teilstück vor dem Petuelring. Sie unterquert nördlich der Hamburger Straße den Münchner Nordring. Anschließend führt sie durchgehend mindestens zweispurig bis zu ihrem Ende am Goldschmiedplatz / Ecke Aschenbrennerstraße. Eine Verlängerung nach Norden bis zur A99 ist in Planung. Die Rathaus-SPD bringt wegen angrenzender Wohngebiete dazu auch einen rund 2,5 km langen Tunnel ins Gespräch, der ab Höhe Rathenaustraße nach Norden verlaufen könnte. Eine Besonderheit der Schleißheimer Straße ist die Tatsache, dass man fast auf dem gesamten Verlauf bis einschließlich des Endes im Hasenbergl die Türme der Münchner Frauenkirche sehen kann.
An der Schleißheimer Str. 142 befindet sich in Schwabing das Nordbad, im Stadtteil Milbertshofen an der Schleißheimer Str. 281 ein Hochbunker, das Kulturhaus Milbertshofen am Curt-Mezger-Platz. An der Schleißheimer Straße 387A befindet sich die Kanalbetriebsstation der Stadtentwässerung München, in der Lerchenau an der Schleißheimer Straße 393 das Virginia-Biotop, an der Schleißheimer Straße 424 das Forschungs- und Innovationszentrum des Automobilherstellers BMW, an der Schleißheimer Straße 506 das Mira Einkaufszentrum, die Wohnsiedlung Nordhaide mit dem Schulzentrum Nordhaide an der Schleißheimer Straße 510, der Goldschmiedplatz und im Anschluss die Panzerwiese.
Siehe auch: Liste der Baudenkmäler in der Maxvorstadt, Milbertshofen sowie: Schwabing-West

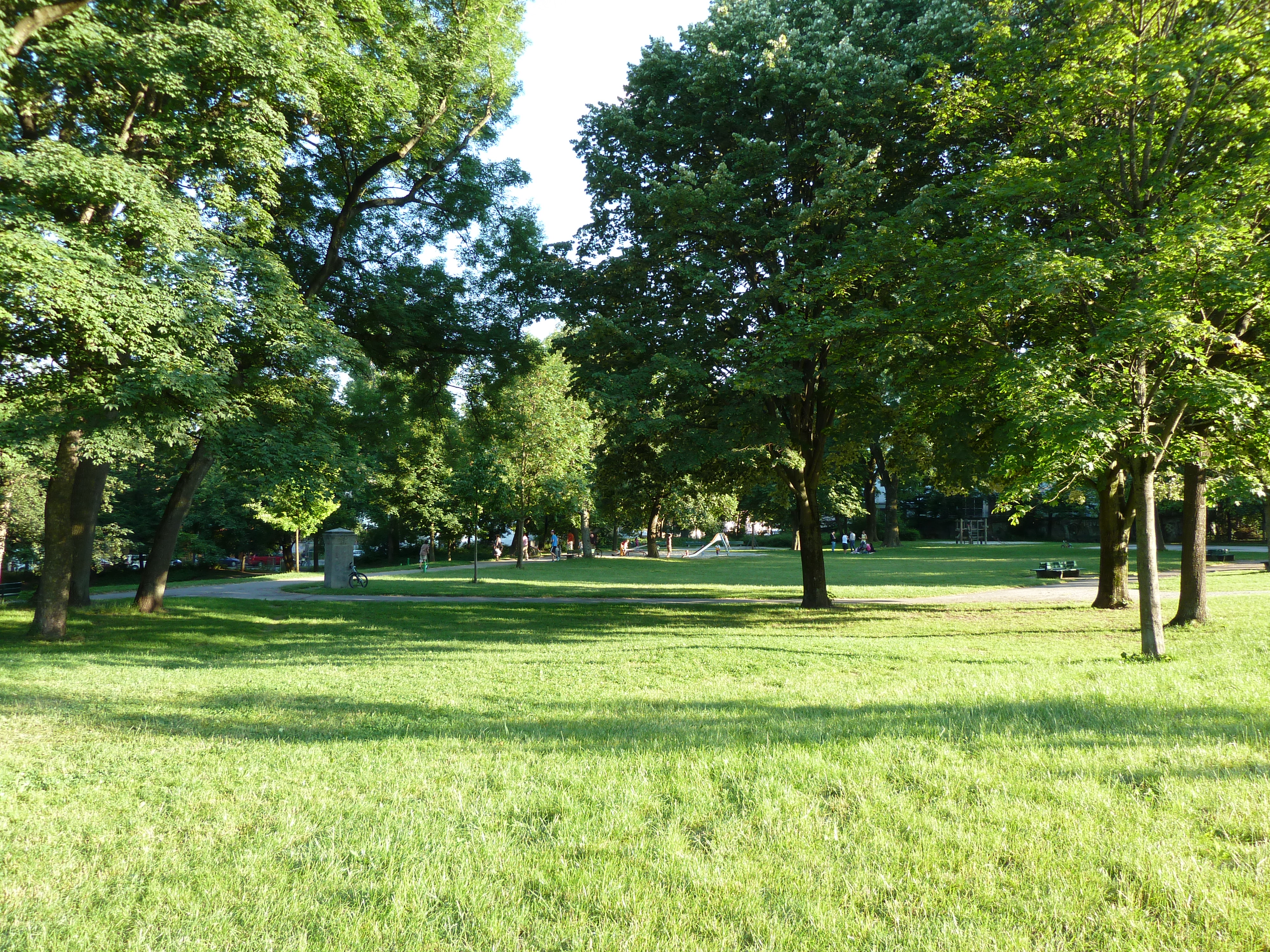
Maßmannpark
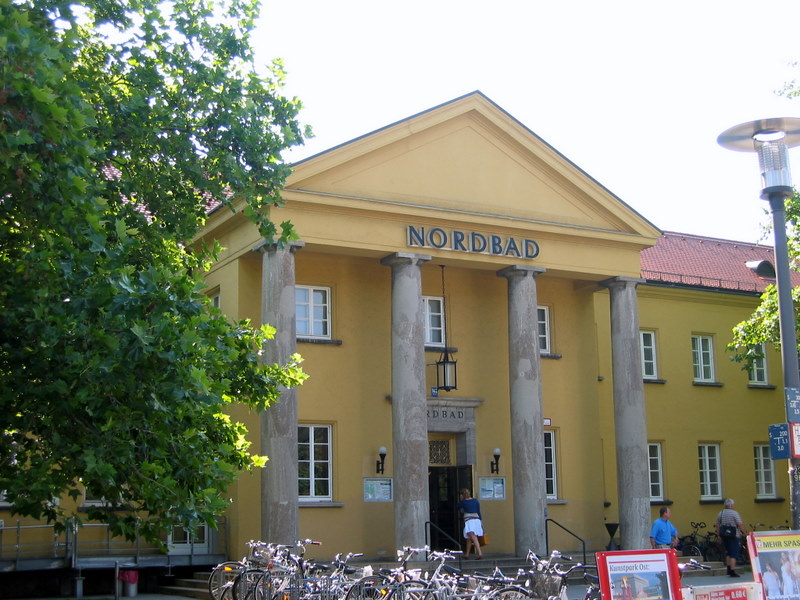
Nordbad
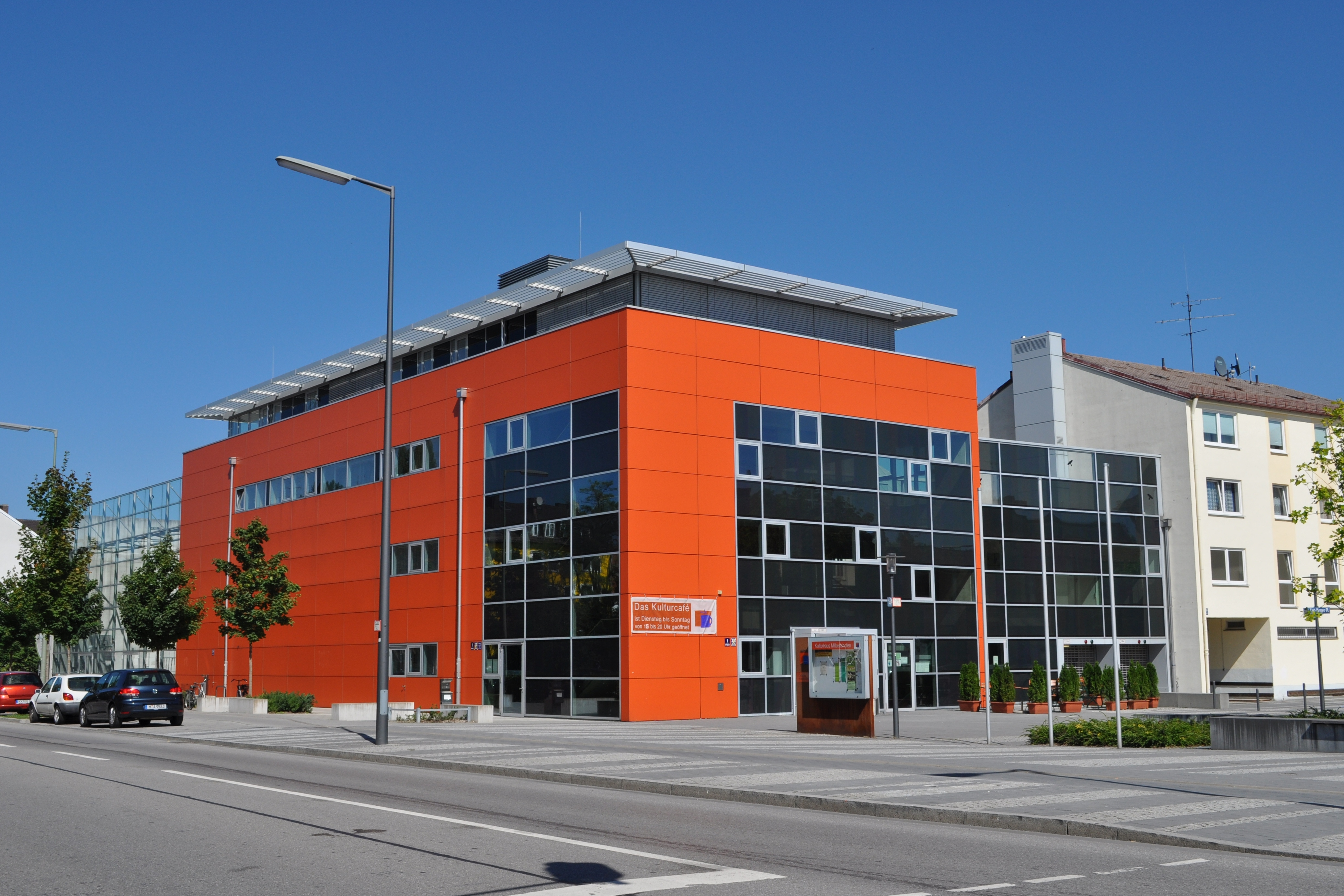
Kulturhaus Milbertshofen
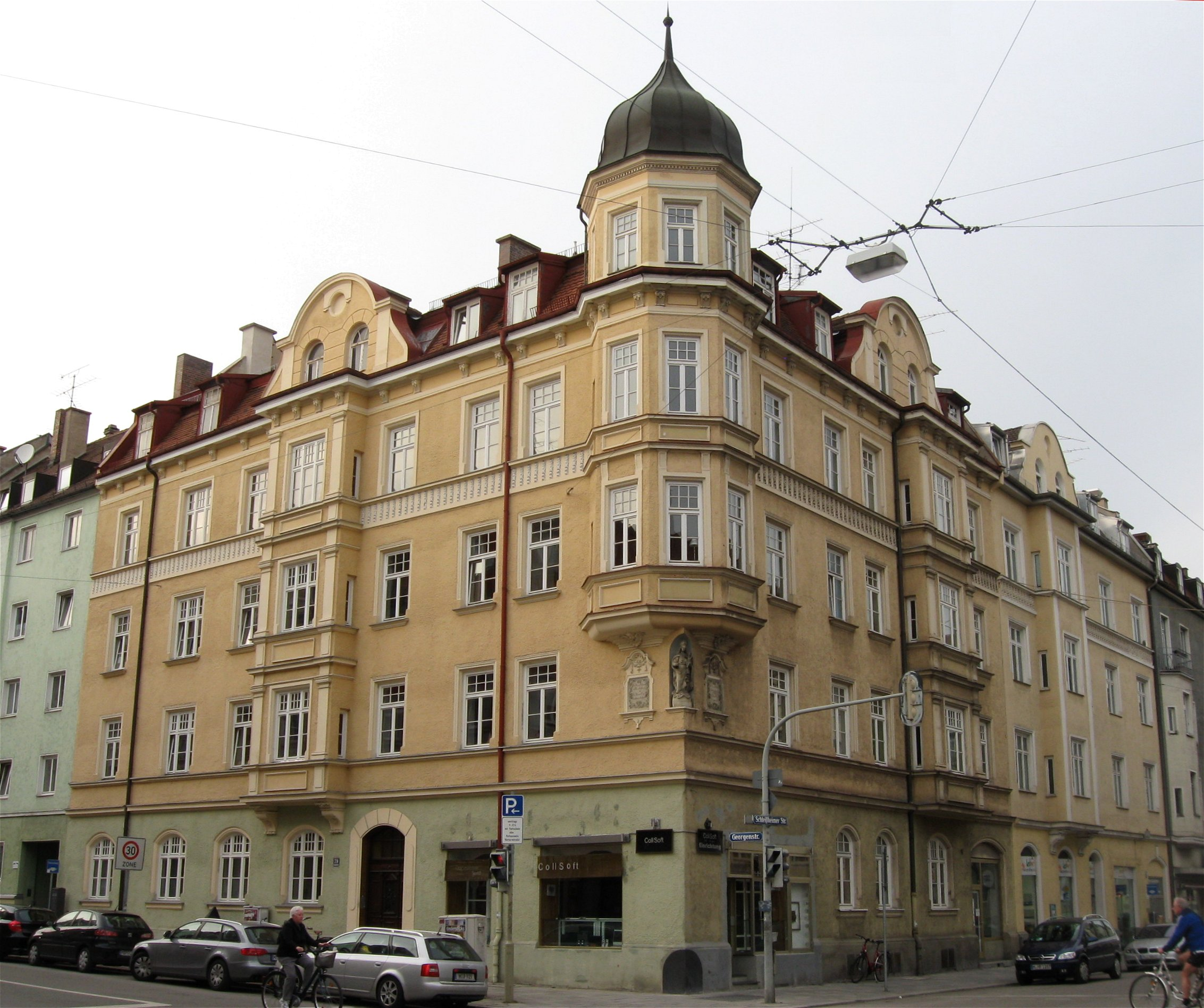
Schleißheimerstr 79
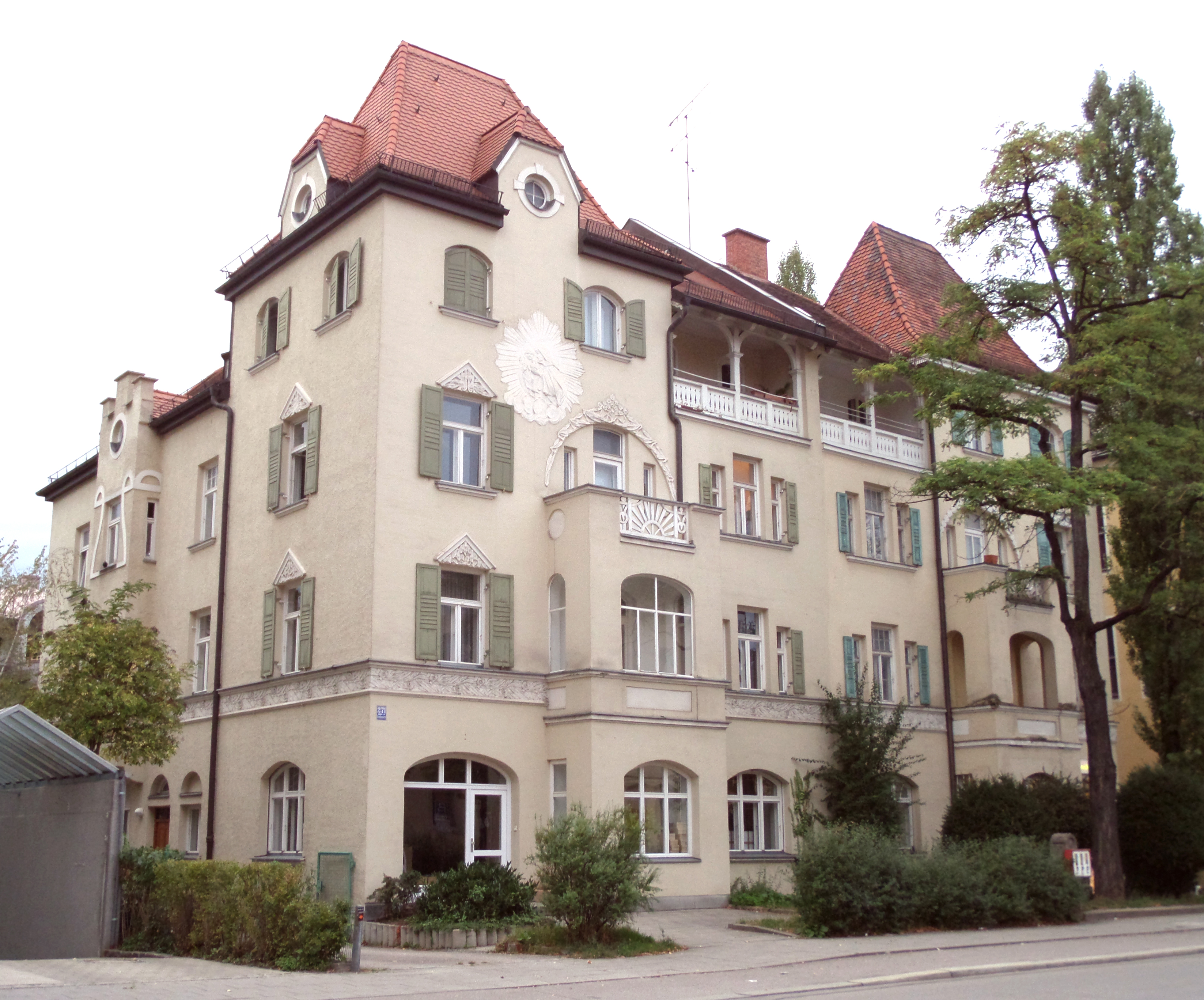
Schleißheimer Straße 271–273
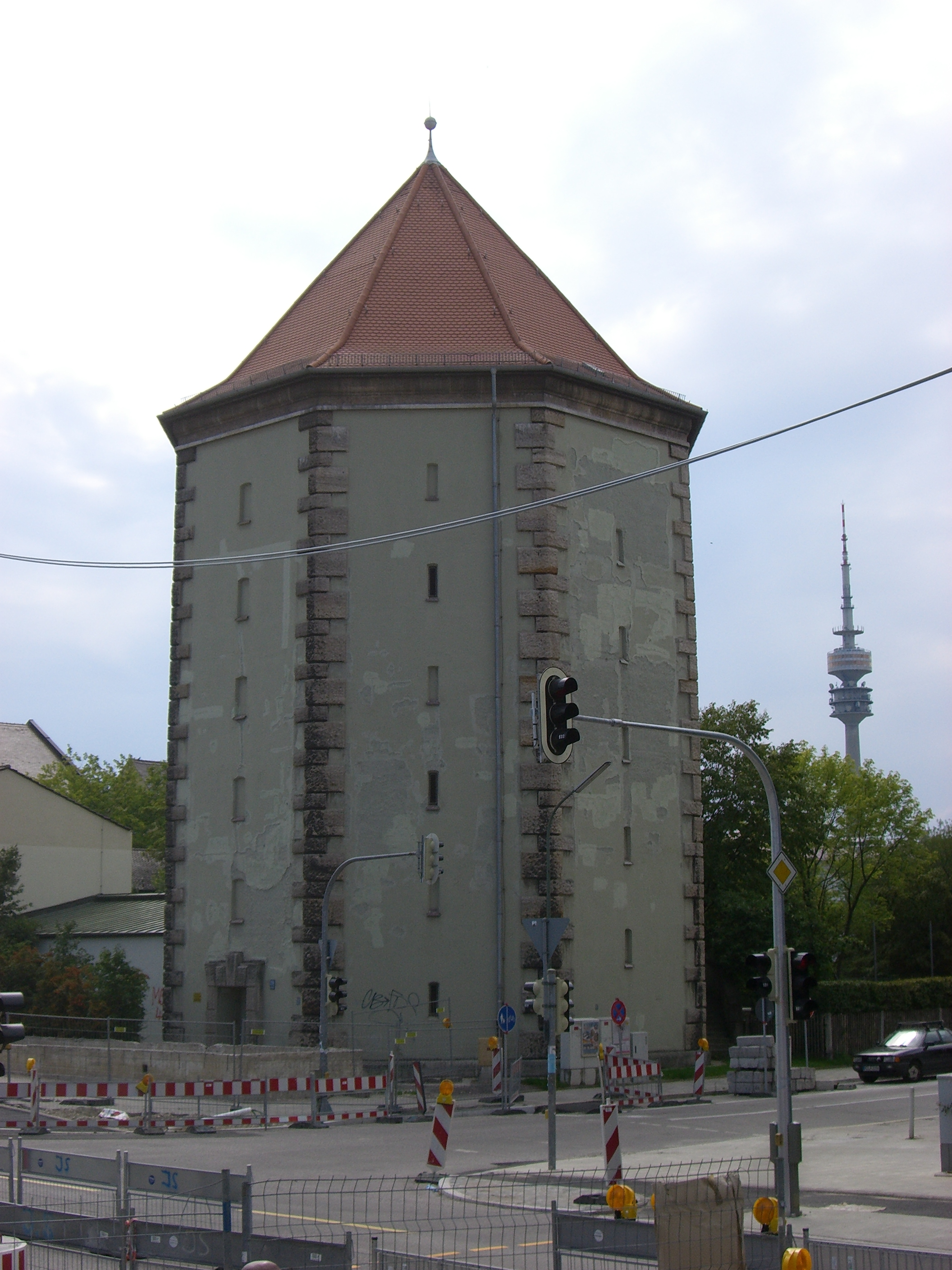
Hochbunker an der Schleißheimer Straße 281
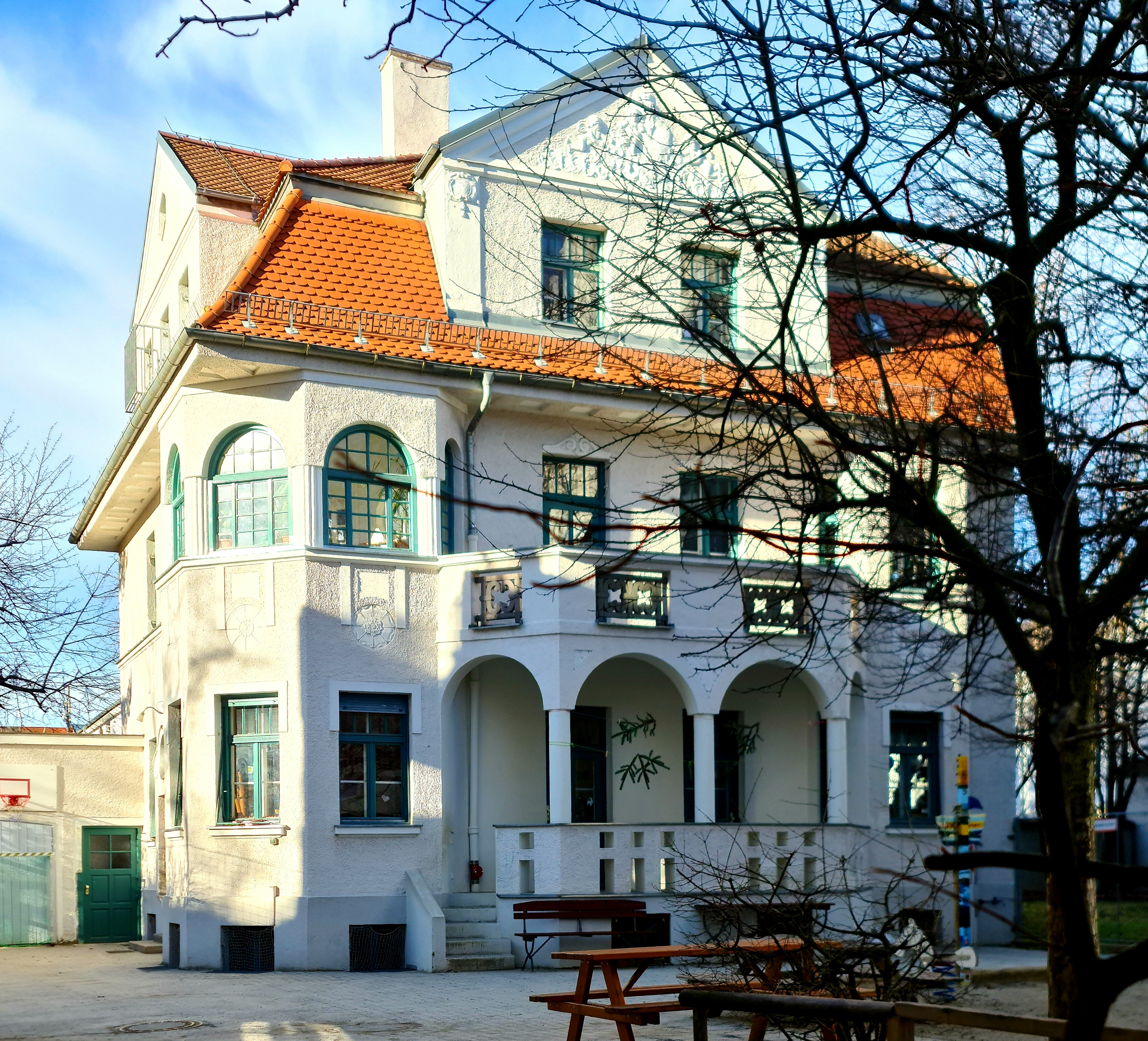
Schleißheimer Straße 299
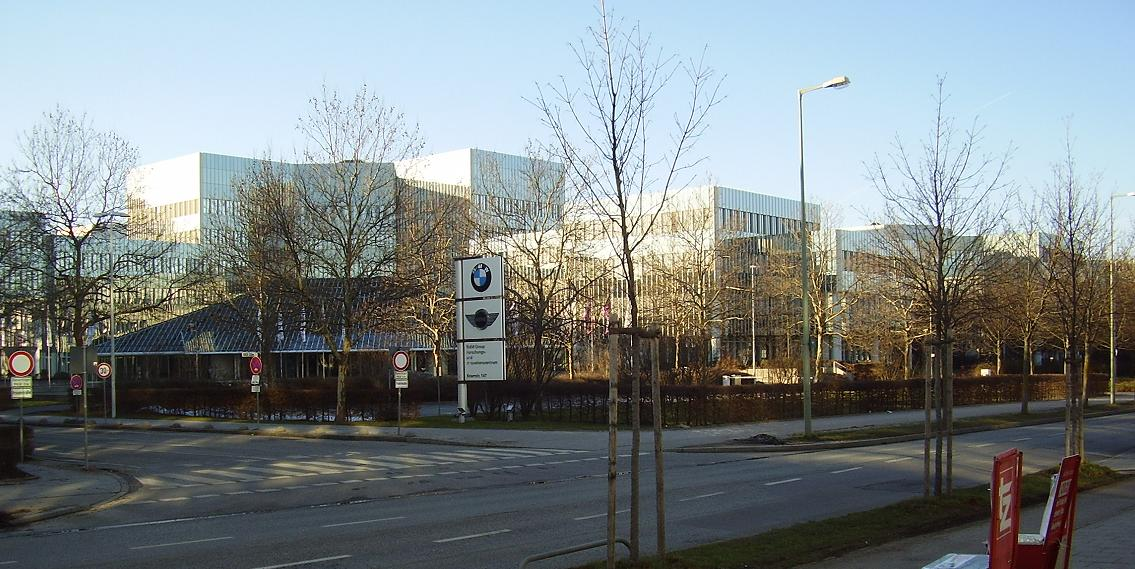
BMW FIZ
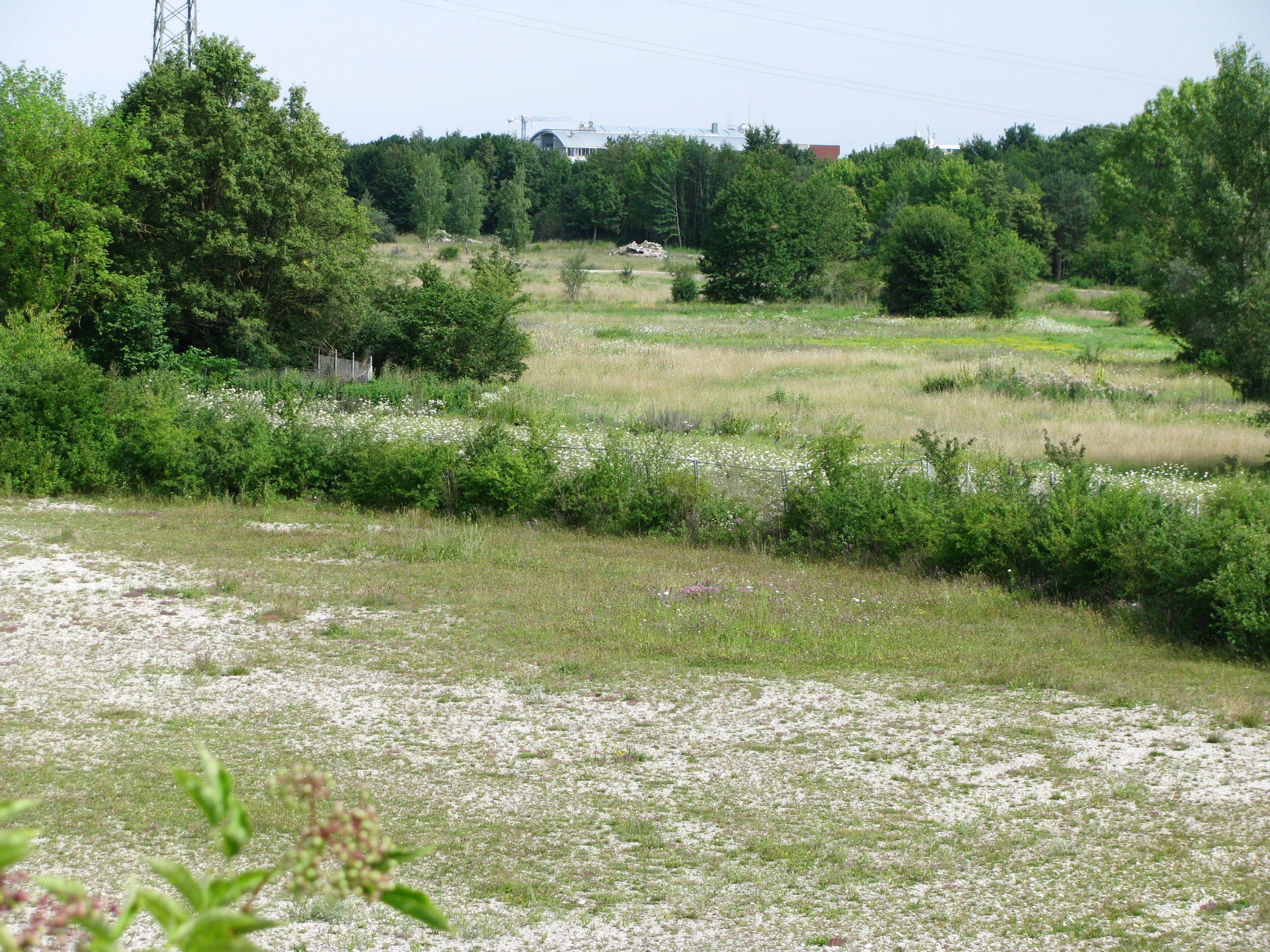
Virginia-Biotop
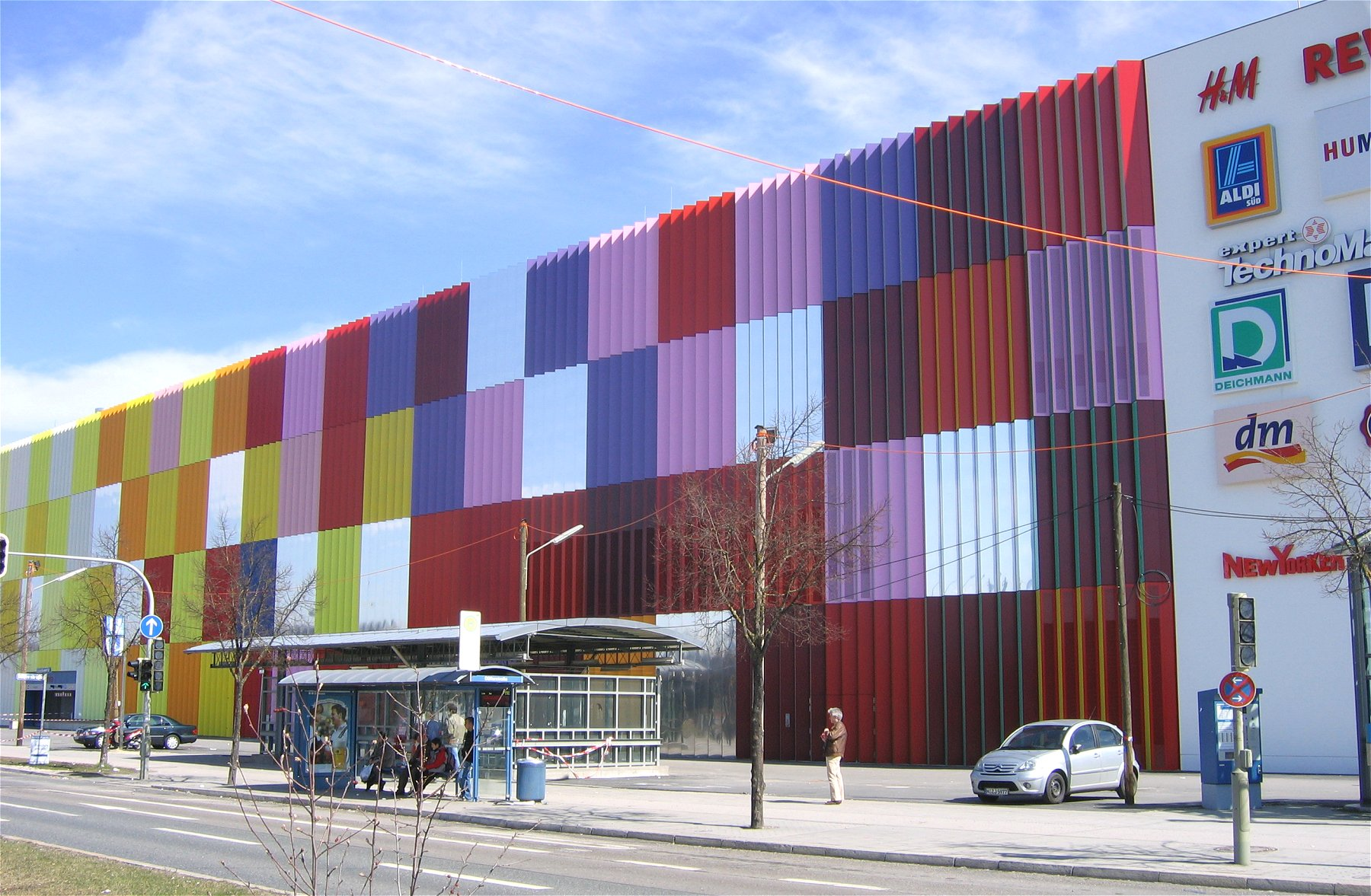
Mira
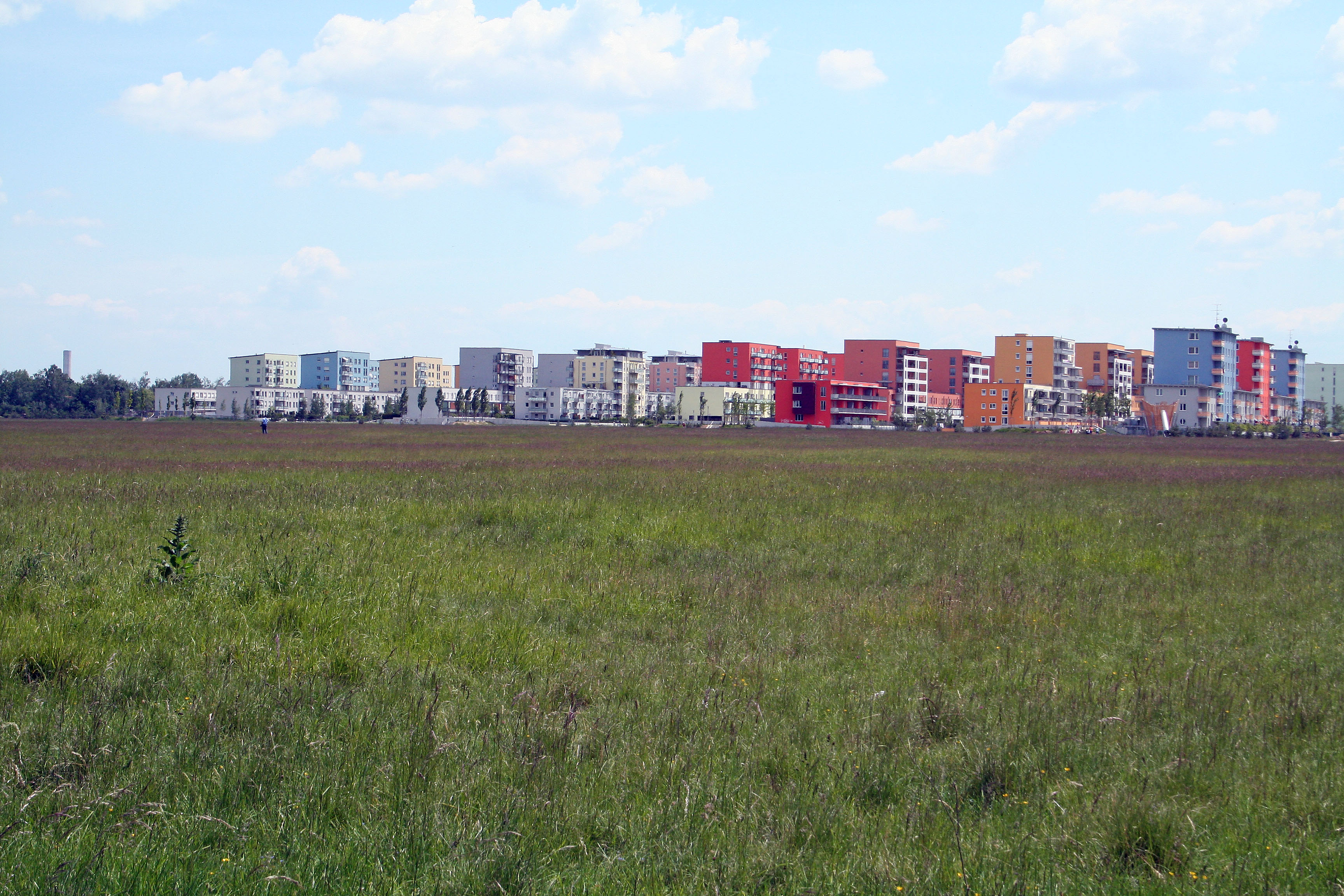
Nordhaide
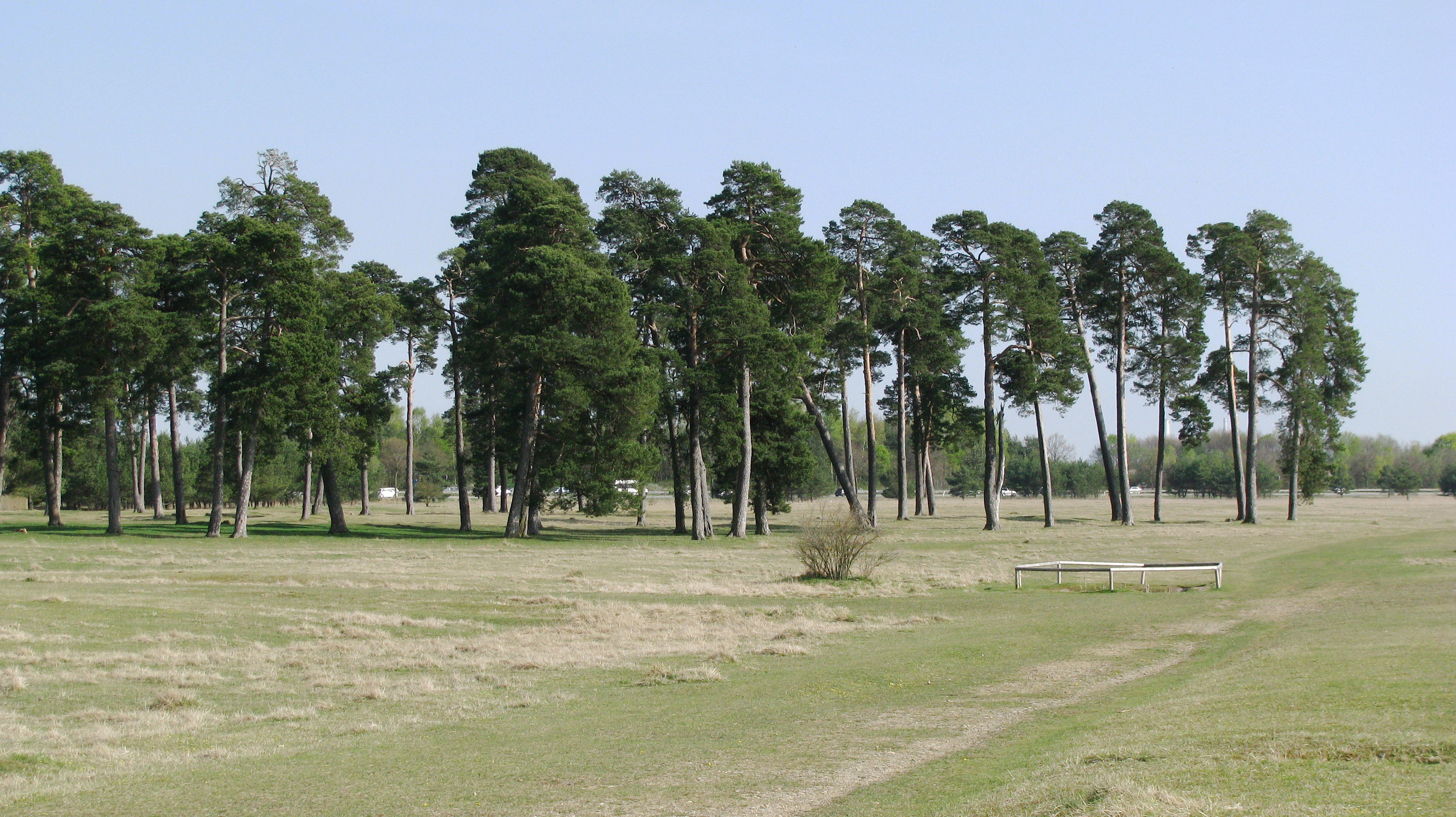
Panzerwiese
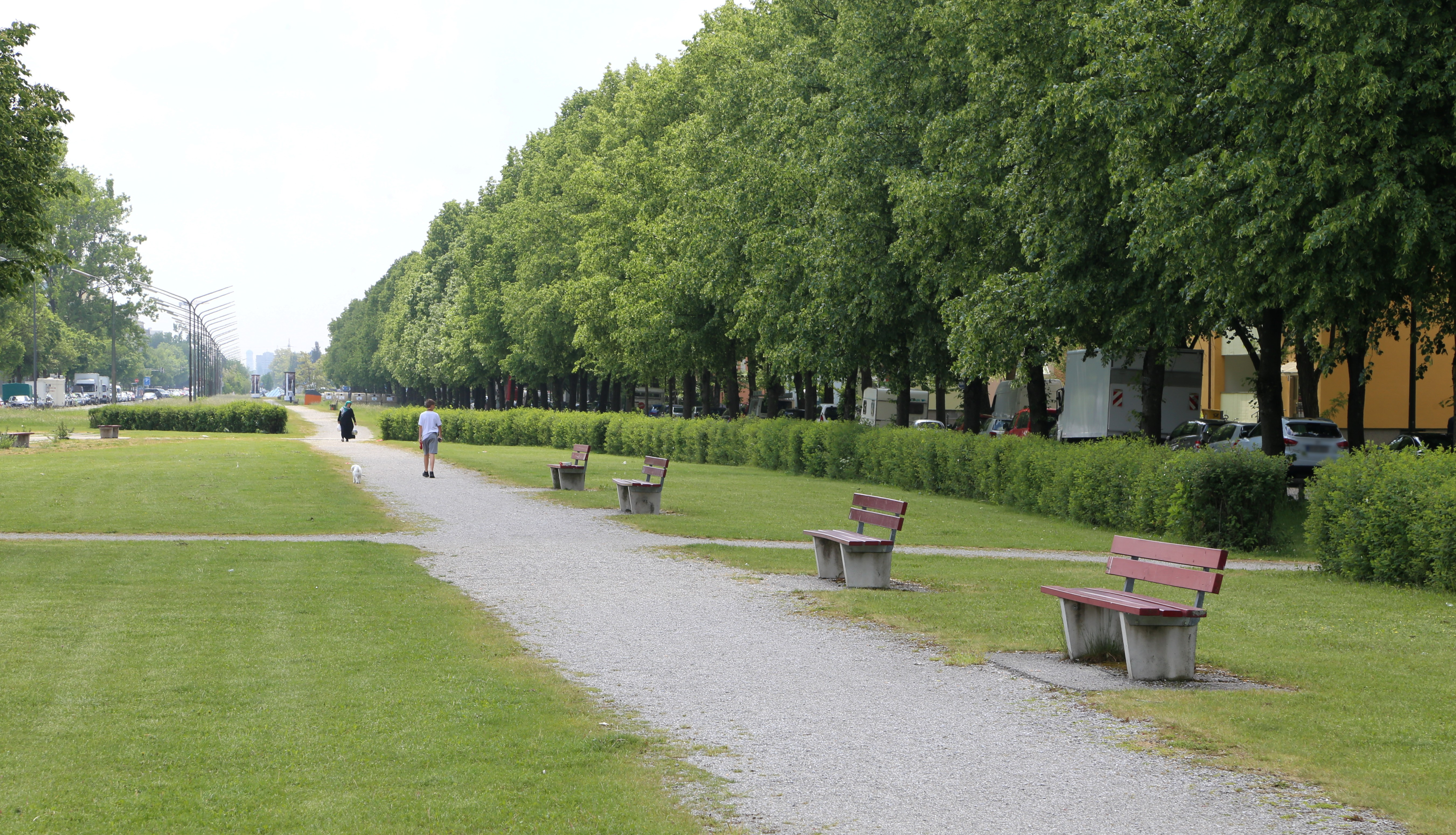
Fürstenachse am Ende der Schleißheimer Straße im Hasenbergl

## Geschichte
Die Straße folgte ursprünglich dem Verlauf der heutigen Lerchenauer Straße Richtung Feldmoching/Schleißheim. Seit dem 14. Jahrhundert hieß sie Rennweg (Reitweg). Ab dem 17. Jahrhundert verband die Schleißheimer Straße München mit der Sommerresidenz der bayerischen Herrscher im Schloss Schleißheim. Mit dem Bau des Flugplatzes Oberschleißheim 1912 durchquerte die Straße das Flugfeld und wurde 1917 nach mehreren Beinaheunfällen dauerhaft unterbrochen.
Der Orientalist Max Grünbaum lebte nach seiner Rückkehr aus New York im Jahr 1870 bis zu seinem Tod in der Schleißheimer Straße. Am 25. Mai 1913 bezog Adolf Hitler in der Schleißheimer Straße 34 ein Zimmer zur Untermiete. Im Meldebogen gab er an, als Kunstmaler zu arbeiten.
Der Pulverturm, im ehemaligen Alabama-Depot, war ein stadtbekannter ehemaliger Treffpunkt der „Schwarzen Szene“. Er wurde am 1. Januar 2007 geschlossen und wurde später abgerissen. Zwischen Nordbad und Petuelring verläuft auf ihr die Linie 27 der Münchner Straßenbahn, welche auf einem Teilstück der 1980 mit der Eröffnung der U-Bahn-Linie U2 eingestellten Linie 7 zwischen Görresstraße und Petuelring fährt. Bis 1993 verlief auf dem Abschnitt zwischen Rathenaustraße und ihrem Ende im Hasenbergl außerdem die Trambahnlinie 13. Diese Strecke wurde am 21. November 1993 stillgelegt, da sie durch die größtenteils parallel verlaufende U-Bahn-Linie U2 ersetzt wurde. Die ehemalige Endhaltestelle Hasenbergl wurde zu einer Sport- und Spielanlage umgestaltet.